# Barra de coco
La barra de coco és un dim sum fred de postres present en Hong Kong, Taiwan, sud de la Xina i en barris xinesos de l'estranger. És dolç i té una textura blana, similar a la gelatina però és de color blanc en comptes de transl·lúcid. De vegades se'n diu púding de coco malgrat no ser realment un púding.

## Preparació
Les barres de coco es fan de llet de coco (preferiblement fresca), que s'afegeix a una barreja de farina tang (una mescla de midó de blat) i farina de blat de moro, o una barreja d'agar-agar i gelatina. S'endolceix, i de vegades es cobrix amb ratlladura de coco sec. La textura va d'elàstica (si es fa servir gelatina i agar-agar com a aglutinants) a la cremosa (si es fa servir amidó de blat i maizena) segons la recepta, i la versió dim sum estàndard no té farciment.